# 60号美国国道
美國國道60是一條橫越美國東西方的公路，全長2,670英哩（4,300公里），從維吉尼亞到亞利桑那。

## 州份
- 加利福尼亞 (退役)
- 亞利桑那
- 得克薩斯
- 新墨西哥
- 俄克拉何馬
- 密蘇里
- 伊利諾伊
- 肯塔基
- 西維吉尼亞
- 維吉尼亞

## 相關美國公路
- 美國國道160
- 美國國道260
- 美國國道360
- 美國國道460